# James Schouler
James Schouler, född 20 mars 1839 i Arlington, Massachusetts, död 16 april 1920, var en amerikansk historiker och jurist. 
Schouler blev 1862 advokat i Boston och var vid sidan av denna verksamhet anställd som föreläsare i juridiska ämnen vid flera amerikanska högskolor, såsom Boston University (1882–1902), National University i Washington, D.C., (1888–1908) och Johns Hopkins University i Baltimore (1891–1908). 
Bland Schoulers juridiska arbeten märks The Law of Personal Property (två band, 1873–76; ny upplaga 1907), The Law of Husband and Wife (1882) och The Law of Wills (1887; ny upplaga 1910). Senare gjorde han sig mest känd som historiker, och hans förnämsta arbete på detta område är History of the United States under the Constitution (sju band, 1880–1913; omfattar åren 1789–1887). Han skrev även biografier över Thomas Jefferson (1893) och Alexander Hamilton (1901) samt Americans of 1776 (1905) och Ideals of the Republic (1908).